# Промисловий центр
Промисло́вий це́нтр — низка промислових підприємств, котрі об'єднані наявністю спільних допоміжних виробництв, а у деяких випадках — єдиним технологічним процесом. Така група підприємств, як правило, має єдину систему розселення та об'єднану інфраструктуру.
Промисловий пункт — місто або селище міського типу, де зосереджено кілька промислових підприємств однієї чи різних галузей не поєднаних між собою виробничими зв'язками і в якому населення зайнято переважно в промисловості.